# 赵正永
赵正永（1951年3月—），男，漢族，安徽马鞍山人，中国共产党、中华人民共和国政治人物。1968年11月参加工作，1973年11月加入中国共产党。原中南矿冶学院（现中南大学）材料系毕业，中共中央党校研究生学历，为中共第十八届中央委员。曾任安徽省公安厅长，中共安徽省委政法委书记，中共陕西省委常委、政法委书记、常务副省长，中共陕西省委副书记、省长、省委书记及第十二届全国人民代表大会内务司法委员会副主任委员等职务。2019年1月15日，因涉嫌严重违纪违法被审查调查。2020年1月4日，被开除党籍、取消所享受待遇，并被采取强制措施及移送司法机关处理。2020年7月31日，因受贿罪被判处死刑，缓期二年执行，剥夺政治权利终身，并处没收个人全部财产并被限制减刑及假释。

## 仕途
1968年11月中学毕业后，17岁的赵正永作为知识青年被安排到安徽省宣城地区水阳公社插队劳动。1970年通过工厂招工，进入马鞍山钢铁公司，在修建部机动车间当工人；后在秘书科，当秘书。
1974年10月，被推荐到原中南矿冶学院（今中南大学）材料系金属物理专业学习。毕业后，回到马钢；历任钢铁研究所物理室技术干部，复查办办事员，钢铁研究所共青团委书记、公司团委副书记等职。
1982年8月，任共青团马鞍山市委书记。1983年5月，任中共马鞍山市委常委、共青团马鞍山市委书记。1985年9月，任中共马鞍山市委常委、秘书长。1988年3月，任中共马鞍山市委副书记。1992年5月，任中共安徽省黄山市委副书记。1993年4月，任中共黄山市委书记，黄山军分区第一书记、第一政委。1998年4月，任安徽省公安厅厅长、党委书记，武警安徽省总队第一书记、第一政委。2000年5月，任中共安徽省委政法委书记，安徽省公安厅厅长、党委书记，武警安徽省总队第一书记、第一政委。
2001年6月，赵正永离开家乡安徽，调任中共陕西省委常委、省委政法委书记；2005年1月起，任陕西省常务副省长、省政府党组副书记；2010年6月2日，在袁纯清调山西省任职后，赵正永出任中共陕西省委副书记、陕西省代理省长；2011年1月，在陕西省第十一届人大第四次会议上，正式出任省长职务。2012年11月，在中共十八大上，首次进入中央委员会，成为中国共产党第十八届中央委员会委员；12月18日，接任中共陕西省委书记，并不再担任省长职务；2013年1月起，兼任陕西省人大常委会主任。
2016年3月27日，卸任中共陕西省委书记，并于4月初，辞去省十二届人大常委会主任职务，执掌陕西省共5年10个月。
2016年4月，任第十二届全国人民代表大会内务司法委员会副主任委员。2018年3月退休。

## 落马
2019年1月15日，因涉嫌严重违纪违法，接受中央纪委国家监委纪律审查和监察调查。在此之前，2018年8月初，时任中共陕西省纪委预防腐败室主任的赵正永外甥胡传祥被带走调查，被视为针对其展开调查的发端。赵正永被查前最后一次公开露面为2018年7月3日参访位于西安市长安区的香积寺，当地有“去过香积寺，平安又无事”的说法，香积寺还用微信公号图文并茂地报道了此事，有网友称赵正永是名副其实的“临时抱佛脚”，接着香积寺又删除了该文。在赵正永被查之前不久（2019年1月9日），中央电视台播出的反映西安市秦岭北麓生态因违建别墅开发而遭严重破坏的电视专题片《一查到底正风纪》中亦不点名批评了时任陕西省委主要领导的赵正永及其同僚针对高层多次的相关批示敷衍塞责、放水虚报、搞形式主义，致使违建别墅的整治雷声大雨点小，高层的指示精神迟迟得不到落实。因此外界也有猜测赵的违纪违法事实或涉及秦岭一案。
在其倒台之后，中央纪委主管的《中国纪检监察杂志》发文称赵正永作风霸道，当省长时很多事情自己定，不向时任的省委书记汇报；而当省委书记时，却经常干预政府的事。其身为省级党政一把手却带头违反民主集中制原则，被认为是陕西官场种种乱象的根源。
据报道，赵正永倒台后，与其相关的多名直系亲属亦涉案被带走协助调查，其中包括其妻孙建辉、弟弟赵正发和独生女儿；陕西延长石油连续两任董事长沈浩和贺久长、陕西海安实业有限公司董事长俞洧、陕西煤业化工集团有限公司全资子公司海南德璟置业投资有限公司执行董事姚春雷等人也因涉及赵案被调查。另外，赵正永被宣布落马当天，他的安徽同乡、时任陕西副省长陈国强，也被中央纪委带走接受调查。
2020年1月4日，中共中央纪委、国家监察委员会宣布给予赵正永开除党籍处分。通报中称，赵正永“对党中央决策部署思想上不重视、政治上不负责、工作上不认真，阳奉阴违、自行其是、敷衍塞责、应付了事，与党离心离德，无视组织一再教育帮助挽救，多次欺骗组织，对抗组织审查”，“培植个人势力，搞团团伙伙”，“在职务晋升、能源资源开发利用、企业经营、工程项目承揽等方面利用职务上的便利为他人谋利”。
2020年1月8日，被采取刑事强制措施，送交检方审查起诉。5月11日，天津市第一中级人民法院一审公开开庭审理赵正永受贿一案，检方指控赵正永受贿人民币7.17亿余元。其中2.91亿余元尚未实际取得，属于犯罪未遂。这一金额也创造了中共十八大以来省部级及以上干部受贿金额的最高记录。2020年7月31日，天津市第一中级人民法院一审判决赵正永死刑缓期二年执行，在死刑缓期二年执行期满依法减为无期徒刑后，终身监禁，不得减刑、假释。

## 争议

### 秦岭北麓违建别墅案
中国中央电视台在2019年1月9日播出的《一抓到底正风纪——秦岭违建整治始末》中采访到陕西省、西安市等部分原领导干部。报道称，2014年5月中共中央总书记习近平批示要求陕西省关注秦岭违建别墅。时任中共陕西省委书记赵正永未在省委常委会上对此批示进行传达学习，也未进行专题研究，只是简单地批示省委督察室会同中共西安市委尽快查清、向中共中央报送材料。时任省长娄勤俭也只是进行了圈阅。同年7月，西安市调查组上报称违建别墅已彻底查清，共计202栋。随后，中共西安市委将202栋的数据向中共陕西省委汇报，省委未做核实便于8月直接向中央上报。同年10月，习近平再次做出批示，赵正永在省委常委会上仅提了原则性要求，要求西安市认真落实。然而，不仅202栋别墅整而未治，之后秦岭北麓仍然不断出现违规新建别墅达600余栋之多。2018年7月底开始，中共中央派出以中纪委副书记徐令义为组长的专项整治工作组督导陕西省全面整治秦岭违建别墅，共拆除整治1194栋。当晚，人民日报海外版旗下微博账号“@侠客岛”发表评论称，“在秦岭违章别墅拆除问题上，现任省委书记、时任省领导、几任西安书记市长，甚至县长都出镜做了检讨。但有一个人没有出镜，就是那位‘时任陕西省委主要领导’”。

### 陕西千亿矿权案
2016年11月3日，赵发琦实名举报前后两任陕西省省长袁纯清和赵正永通过发密函影响最高人民法院和陕西省高级人民法院办案等手段操纵司法，干预案件执行。据《财经》杂志披露，早在2007年3月25日，时任陕西省常务副省长的赵正永就曾作出批示，要求陕西警方对凯奇莱公司进行侦查，理由是其涉嫌虚报注册资本。赵正永此举被认为是要彻底注销凯奇莱公司，使其丧失在“陕北千亿矿权案”中的主体权从而无法推进诉讼程序。2010年8月30日，在陕西省政府党组会议上，已任陕西省代省长的赵正永直接认定凯奇莱公司与西勘院民事合同无效，并签发了相关文件，造成事实上的政府取代法院的职能，代替法院判案。2010年11月3日，赵正永在省政府专题党组会议后，再次要求公安部门对凯奇莱公司采取行动。此后陕西省公安厅成立了“查处凯奇莱涉嫌经济犯罪督办组”。同年8月19日，赵发琦被榆林市公安局抓捕并羁押，时间长达133天。其后赵发琦被取保候审，后获判无罪。其间，凯奇莱公司就撤销营业执照等向法院提起行政诉讼获胜，公司的营业执照于2013年恢复。目前尚未有官方层面的信息披露赵正永的违纪违法细节与“陕北千亿矿权案”的关联。
据《财经》杂志和《经济参考报》等媒体报道，本案与原陕西省政协常委、现任广西自治区政协常委的香港女商人刘娟密切相关，其实际控制的香港益业投资（集团）有限公司涉嫌伙同央企中国化学工程集团公司以3年建成240万吨甲醇MTO项目的虚假承诺获取陕西省政府配置“陕北千亿矿权案”中的特大煤矿；在获得省政府配置的煤炭资源后，中化工程集团零收益退出，香港益业公司将该煤矿以及化工项目51%股权转让给当地省属国有企业陕西延长石油集团有限责任公司，虚增被收购企业净资产约3亿元，骗取巨额国有资产。但赵发琦在接受媒体采访时明确否认刘娟为赵正永情妇的传言，称刘娟的后台另有其人。